# 戀愛為何如此
《戀愛為何如此》(日语：どうして恋してこんな)， 是日本演藝團體AAA成員宇野實彩子以個人名義發佈的首支單曲avex trax於2018年2月14日發行。

## 摘要
- AAA 成員的 宇野實彩子的的首支單曲。
- Music Video在 美國 的 紐約 拍攝 [1]。
- CD發行前， 2018年1月17日 在網絡上先行發行 [2]。

## 收錄曲

### CD
1. 戀愛為何如此
Laguna Ten Bosch冬季活動歌曲
2. 特別的夜晚
3. 戀愛為何如此 (Instrumental)
4. 特別的夜晚 (Instrumental)

### CD+DVD

#### DVD
1. 戀愛為何如此(Music Clip)
2. 戀愛為何如此 (Making Movie)

### FC限定 実彩子盤
- CD+DVD+GOODS

#### GOODS
1. 原創結他pick(2種)
2. 相簿
3. 親筆簽名的留言卡片